# Burg Neu-Sunthausen
Die Burg Neu-Sunthausen, auch Sunthausen genannt, ist die Ruine einer Höhenburg auf 770 m ü. NN an der Nordostseite des Kilteltales rund 2000 Meter südöstlich des Ortsteils Hausen der Stadt Geisingen im Landkreis Tuttlingen in Baden-Württemberg.

## Geschichte
Die Burg Sunthausen wurde in der zweiten Hälfte des 13. Jahrhunderts von den niederadeligen Herren von Sunthausen erbaut. Im Jahr 1413 wurde Nuwen Sunthausen, die Feste dann von Hainrich von Sunthausen an die Herren von Reischach verkauft, sie saßen auch auf dem südlich gelegenen Stettener Schlösschen. Mitte des 15. Jahrhunderts war anschließend Hans von Rechberg im Besitz der Burg. 
Das Ende der Anlage kam im Jahr 1446 durch die Stadt Schaffhausen, mit der Hans in Fehde lag. Er selbst konnte zwar noch rechtzeitig fliehen, die Burg wurde aber bis auf die Grundmauern zerstört. Danach war die ruinöse Burg wieder im Besitz der Herren von Reischach. Diese verkauften den Burgstall Sunthausen 1588 an die Grafen von Fürstenberg.
Von der ehemaligen Burganlage, die über einen 20 bis 30 Meter breiten und 15 bis 20 Meter tiefen Halsgraben verfügte, sind noch geringe Mauerreste erhalten.